# Kivik
Kivik – miejscowość (tätort) w południowej Szwecji, w regionie administracyjnym (län) Skania (gmina Simrishamn).
W 2010 Kivik liczył 960 mieszkańców.

## Geografia
Miejscowość położona jest nad Hanöbukten we wschodniej części prowincji historycznej (landskap) Skania, ok. 12 km na północny zachód od Simrishamn, w północnej części Österlen.

## Atrakcje turystyczne
Kivik, stanowiące centrum sadownictwa jabłoniowego we wschodniej Skanii, jest miejscowością wypoczynkową, znaną z organizowanych tam jarmarków. Na południe od centrum miejscowości znajduje się kurhan, pochodzący z epoki brązu, tzw. Kungagraven i Kivik. Około 3 km dalej na południowy wschód położony jest Park Narodowy Stenshuvud.
Wczesną jesienią w Kivik organizowany jest doroczny (od 1988) jarmark jabłkowy (Äpplemarknaden i Kivik). W pomieszczeniach szkolnych funkcjonuje Kiviks Museum.